# Cornelia Stoichiță
Cornelia Stoichiță (Galați, 22 gennaio 1961) è un'ex cestista rumena.

## Carriera
Con la Romania ha disputato due edizioni dei Campionati europei (1985, 1987).